# Academia Noruega de Lengua y Literatura
La Academia Noruega de Lengua y Literatura (en noruego, Det Norske Akademi for Sprog og Litteratur) es una institución noruega dedicada a los asuntos del idioma noruego riksmål o danonoruego.  Su principal función es regular el estándar escrito conocido como riksmål que en español significa ´lengua nacional´.
La academia fue fundada en 1953 por varios reconocido autores y poetas noruegos, entre los cuales se encuentra Arnulf Øverland, Sigurd Hoel, A.H. Winsnes, Cora Sandel y Francis Bull.  Ellos estuvieron en desacuerdo con la política lingüística dirigida a unir el bokmål con el nynorsk y protestaron contra lo que llamaron la discriminación del estado contra el estándar escrito noruego dominante, el riksmål.  Esta era la lengua escrita de facto en Noruega, utilizada por la mayoría de los periódicos y la mayoría de la población como estándar escrito, aunque no necesariamente hablado.
La Academia fue modelada a partir de la Academia Sueca y la Academia Francesa. Además de regular el riksmål, que es la forma más cercana del noruego al idioma danés, la academia publica diccionarios y apoya la publicación de literatura en riksmål.  La Academia se compone de cuarenta y cuatro miembros, cada uno especialista en varias áreas de análisis, investigación y pericia. Estas áreas incluyen estudios nórdicos, lengua y literatura alemana, inglesa y francesa, leyes, historia, filosofía, ciencias políticas, poesía, entre otras.
El presidente de la academia es Nils Heyerdahl, exjefe de Radio Drama en NRK.  El Presidium también se compone de Tor Guttu, profesor asociado de lenguas nórdicas y vicepresidente de la Sociedad Riksmål, así como de Per Qvale, traductor, Karin Gundersen, profesora de literatura francesa y Helene Uri, lingüista y autora.
La Academia Noruega de Lengua y Literatura estuvo representada, junto con otras organizaciones lingüísticas no gubernamentales, en el Consejo del Idioma Noruego, el cual regula el bokmål y el nynorsk, desde su establecimiento en 1972 hasta su reorganización en 2005.  En 1981, la Academia se fundió con el Riksmålsvernet, fundado en 1919.

## Miembros
Los siguientes son miembros de la Academia Noruega de Lengua y Literatura:
| *John Ole Askedal - Bodil Aurstad - Kjetil Bang-Hansen - Trond Berg Eriksen - Liv Bliksrud - Tor Bomann-Larsen - Fredrik Bull-Hansen - Bentein Baardson - Lars Saabye Christensen - Liv Dommersnes - Arnold Eidslott - Thor Falkanger - Ivo de Figueiredo - Lise Fjeldstad - Dagfinn Føllesdal - Karin Gundersen - Tor Guttu - Erik Fosnes Hansen - Håkon Harket - Per Egil Hegge - Nils Heyerdahl - Carsten Hopstock - Roy Jacobsen - Christian Janss - Anine Kierulf - Knut Kleve - Egil Kraggerud - Sissel Lange-Nielsen - Lars Roar Langslet - Jørn Lund (korresponderende) - Helge Nordahl - William Nygaard - Kjell Arild Pollestad - Per Qvale - Arthur O. Sandved - Francis Sejersted - Hilde Sejersted - Ole Michael Selberg - Rune Slagstad - Kristian Smidt - Eilif Straume - Henrik Syse - Jan Jakob Tønseth - Helene Uri - Finn-Erik Vinje - Gunnar Christie Wasberg - Egil A. Wyller - Vigdis Ystad - Asbjørn Aarnes |